# Lijst van nummer 1-hits in Frankrijk in 1988
Deze hits stonden in 1988 op nummer 1 in de SNEP Single Top 50, de bekendste hitlijst in Frankrijk.
| Datum        | Artiest               | Titel                                         |
| ------------ | --------------------- | --------------------------------------------- |
| 2 januari    | Guesch Patti          | Étienne                                       |
| 9 januari    | Guesch Patti          | Étienne                                       |
| 16 januari   | Guesch Patti          | Étienne                                       |
| 23 januari   | Guesch Patti          | Étienne                                       |
| 30 januari   | Guesch Patti          | Étienne                                       |
| 6 februari   | Sabrina               | Boys (Summertime love)                        |
| 13 februari  | Sabrina               | Boys (Summertime love)                        |
| 20 februari  | Sabrina               | Boys (Summertime love)                        |
| 27 februari  | Sabrina               | Boys (Summertime love)                        |
| 5 maart      | Sabrina               | Boys (Summertime love)                        |
| 12 maart     | Glenn Medeiros        | Nothing's Gonna Change My Love for You        |
| 19 maart     | Glenn Medeiros        | Nothing's gonna change my love for you        |
| 26 maart     | Glenn Medeiros        | Nothing's gonna change my love for you        |
| 2 april      | Glenn Medeiros        | Nothing's gonna change my love for you        |
| 9 april      | Glenn Medeiros        | Nothing's gonna change my love for you        |
| 16 april     | Glenn Medeiros        | Nothing's gonna change my love for you        |
| 23 april     | Glenn Medeiros        | Nothing's gonna change my love for you        |
| 30 april     | Glenn Medeiros        | Nothing's gonna change my love for you        |
| 7 mei        | Florent Pagny         | N'importe quoi                                |
| 14 mei       | Florent Pagny         | N'importe quoi                                |
| 21 mei       | Florent Pagny         | N'importe quoi                                |
| 28 mei       | Florent Pagny         | N'importe quoi                                |
| 4 juni       | Florent Pagny         | N'importe quoi                                |
| 11 juni      | Florent Pagny         | N'importe quoi                                |
| 18 juni      | Florent Pagny         | N'importe quoi                                |
| 25 juni      | Florent Pagny         | N'importe quoi                                |
| 2 juli       | Sandy                 | J'ai faim de toi                              |
| 9 juli       | Sandy                 | J'ai faim de toi                              |
| 16 juli      | Début De Soirée       | Nuit de folie                                 |
| 23 juli      | Début De Soirée       | Nuit de folie                                 |
| 30 juli      | Début De Soirée       | Nuit de folie                                 |
| 6 augustus   | Début De Soirée       | Nuit de folie                                 |
| 13 augustus  | Début De Soirée       | Nuit de folie                                 |
| 20 augustus  | Début De Soirée       | Nuit de folie                                 |
| 27 augustus  | Début De Soirée       | Nuit de folie                                 |
| 3 september  | Début De Soirée       | Nuit de folie                                 |
| 10 september | Début De Soirée       | Nuit de folie                                 |
| 17 september | Elsa & Glenn Medeiros | Un Roman d'amitié (Friend you give me reason) |
| 24 september | Elsa & Glenn Medeiros | Un Roman d'amitié (Friend you give me reason) |
| 1 oktober    | Elsa & Glenn Medeiros | Un Roman d'amitié (Friend you give me reason) |
| 8 oktober    | Elsa & Glenn Medeiros | Un Roman d'amitié (Friend you give me reason) |
| 15 oktober   | Elsa & Glenn Medeiros | Un Roman d'amitié (Friend you give me reason) |
| 22 oktober   | Elsa & Glenn Medeiros | Un Roman d'amitié (Friend you give me reason) |
| 29 oktober   | Paco                  | Amor de mis amores                            |
| 5 november   | Paco                  | Amor de mis amores                            |
| 12 november  | Paco                  | Amor de mis amores                            |
| 19 november  | Paco                  | Amor de mis amores                            |
| 26 november  | Paco                  | Amor de mis amores                            |
| 3 december   | Mylène Farmer         | Pourvu qu'elles soient douces                 |
| 10 december  | Mylène Farmer         | Pourvu qu'elles soient douces                 |
| 17 december  | Mylène Farmer         | Pourvu qu'elles soient douces                 |
| 24 december  | Mylène Farmer         | Pourvu qu'elles soient douces                 |
| 31 december  | Mylène Farmer         | Pourvu qu'elles soient douces                 |